# Máirtín Ó Cadhain
Máirtín Ó Cadhain (1906 - 18 oktober 1970) was een van de belangrijkste schrijvers van het Iers. Hij schreef drie romans en zes verhalenbundels. Zijn bekendste werk, Cré na Cille, verscheen in 2017 in het Nederlands als Onder de zoden.  Ó Cadhain speelde een belangrijke rol bij het introduceren van het literair modernisme in de Ierse literatuur.  Hij was een Ierse nationalist en socialist, die de Keltische cultuur wilde inzetten als politiek instrument. Hij was tijdens de Ierse noodtoestand samen met Brendan Behan lid van het Ierse Republikeinse Leger, de IRA. 

### Romans
- Athnuachan Uitgeverij Coiscéim. Dublin (1995, postuum)
- Barbed Wire – bewerkt door Cathal Ó hÁinle. Uitgeverij Coiscéim, Dublin (2002, postuum)
- Cré na Cille – Uitgeverij Sáirséal agus Dill, Dublin 1949/1965.

### Verzameling korte verhalen
- An Braon Broghach – An Gúm, Dublin (1991)
- Cois Caoláire – Sáirséal – Ó Marcaigh, Dublin (2004)
- Idir Shúgradh agus Dáiríre – Oifig an tSoláthair, Dublin (1975)
- An tSraith dhá Tógáil – Uitgeverij Sáirséal agus Dill, Dublin (1970/1981)
- An tSraith Tógtha – Uitgeverij Sáirséal agus Dill, Dublin (1977)
- An tSraith ar Lár – Sáirséal Ó Marcaigh, Dublin (1986)
- The Road to Brightcity – Poolbeg Press, Dublin (1981)
- Dhá Scéal / Two Stories – Arlen House, Galway (2007)
- An Eochair / The Key – Dalkey Archive Press, Dublin (2015)

### Journalist en overige werken
- Caiscín – artikelen gepubliceerd in de Irish Times 1953–56. Bewerkt door Aindrias Ó Cathasaigh. Uitgeverij Coiscéim, Dublin (1998)
- Tone Inné agus Inniu – Uitgeverij Coiscéim, Dublin (1999)
- Ó Cadhain i bhFeasta – Bewerkt door Seán Ó Laighin. Clódhanna Teoranta, Dublin (1990)
- An Ghaeilge Bheo – Destined to Pass – Bewerkt door Seán Ó Laighin. Uitgeverij Coiscéim, Dublin (2002)
- Caithfear Éisteacht! Aistí Mháirtín Uí Chadhain[1] in Comhar (Máirtín Ó Cadhains essays gepubliceerd in het maandelijkse tijdschrift Comhar) – Bewerkt door Liam Prút. Comhar Teoranta, Dublin (1999)

- Bibliothèque nationale de France: cb169839650 (data)
- Gemeinsame Normdatei: 137186460
- International Standard Name Identifier: 0000 0003 8283 1432
- Library of Congress Control Number: n82019437
- Nationale Bibliotheek van Tsjechië: xx0203917
- Nationale Bibliotheek van Israël: 987007417215405171
- Nederlandse Thesaurus van Auteursnamen: 072681365
- Système universitaire de documentation: 133455556
- Virtual International Authority File: 267017278
- WorldCat: E39PBJkp8qYCCgPJmMPRmp9VYP

1. ↑  Dit is de genitief van de naam van de schrijver.